# Pierre des trois Pierre de Meisenthal
 (avril 2009).
Si vous disposez d'ouvrages ou d'articles de référence ou si vous connaissez des sites web de qualité traitant du thème abordé ici, merci de compléter l'article en donnant les références utiles à sa vérifiabilité et en les liant à la section « Notes et références ».
Le Dreipeterstein (en français Pierre des trois Pierres), connu aussi sous le nom de Drey-Peter-Stein, se situe sur la commune de Soucht, dans le département de la Moselle.

## Histoire
Sur la frontière départementale de la Moselle et du Bas-Rhin, à la limite des bans de Meisenthal, Soucht, Rosteig et Wingen, on peut voir trois blocs de grès rouge dormant dans l'herbe. 
Ce site est connu sous le nom de Dreipeterstein ou Pierre des trois pierres. Les blocs gréseux portent respectivement les écus du duc de Lorraine, du comte de Hanau et peut-être du comte de Nassau, encore que ce dernier blason soit trop mutilé pour être reconnu avec exactitude. 
Pourquoi ces blasons en pleine forêt ? Pourquoi le nom des trois pierres ?
Voici ce que transmet la tradition orale. Les hauts et puissants seigneurs cités plus haut firent une chasse mémorable, courant le cerf et forçant tout autre espèce de gibier. Vint l'heure de se restaurer et chacun s'arrêta à la limite de ses états pour manger. Ces trois pierres leur servirent de table et comme chacun se trouvait sur son territoire, ils purent ainsi tout à loisir manger et deviser sans sortir de leur domaine. Les écussons portés sur les pierres attesteraient la limite de leurs territoires. Quant au prénom Pierre, il serait le prénom commun des trois nobles chevaliers.
La difficulté qui se présente de suite, c'est qu'il n'y eut jamais de duc de Lorraine portant ce prénom. Quant au fameux repas, n'est-ce pas là encore une jolie enjolivure ? Les manants d'alentour aimaient mettre au crédit des grands seigneurs de telles histoires, fleurant bon le merveilleux. Ménestrels et troubadours en rehaussaient ensuite la trame de beaux chants, bien propres à faire oublier l'ennui collectif qui, avec l'hiver, tombait sur les sombres châteaux. Alors en réalité ? Il fut un temps, au haut Moyen Âge, où se perdit chez le peuple l'usage du latin. Or en latin, « Petra » signifie « pierre », mot rendu par l'allemand « Stein ». 
Peut-être le nom « Dreipeterstein » ne signifie-t-il rien d'autre que « les trois pierres », la légende faisant peu à peu le reste, confondant le prénom et l'objet ? Un texte de 1170 qui nous transmet la délimitation du comté de Bitche, nous dit qu'il allait jusque « ad circulos ». 
De fait, on a retrouvé une enceinte de petites pierres placées en cercle autour des rochers. Le Dreipeterstein a donc une très ancienne signification frontalière. 
Sans doute a-t-on utilisé un ancien monument druidique, bien placé géographiquement, pour en faire la limite visible des domaines de ces grands seigneurs. Quant au nom du site, Dreipeterstein, l'état actuel des connaissances ne permet pas de se prononcer avec certitude. Cependant, en 1608 on donne ce nom à trois grosses pierres armoriées qui ont servi de bornes aux territoires de Lorraine, de Nassau et de Hanau.
Y a-t-il eu confusion entre plusieurs personnages, la tradition populaire a-t-elle procédé à une simplification, ou bien faut-il remonter plus loin dans le temps et l'histoire ? On retiendra l'hypothèse la plus séduisante.
L'autel druidique est classé au titre des monuments historiques par journal officiel du 12 novembre 1931